# ایوان کنن
ایوان کنن (فرانسوی: Yvan Quénin‎; ۱ مارس ۱۹۲۰ – ژوئیه ۲۰۰۹) بازیکن بسکتبال اهل فرانسه بود.